# Walsinghamiella niniella
Walsinghamiella niniella is een vlinder uit de familie vedermotten (Pterophoridae). De wetenschappelijke naam van deze soort is voor het eerst geldig gepubliceerd in 2011 door Gielis.
De soort komt voor in tropisch Afrika.